# Amanda de Souza
Amanda Carolina de Souza, mais conhecida como Amanda De Souza ou simplesmente Amanda (Franca, 1 de janeiro de 1996), é uma futebolista brasileira que atua como goleira. Atualmente defende o [[Sociedade Esportiva Palmeiras (futebol feminino)|Palmeiras].[carece de fontes?]

## Carreira
Iniciou a carreira como jogadora profissional no Francana em 2012, equipe de sua cidade natal. Nessa temporada, Amanda disputou a Copa do Brasil e o Campeonato Paulista daquele ano pela equipe de Franca, que foi eliminada na segunda fase da Copa do Brasil pelo Foz Cataratas do Paraná. No paulista, o Francana também foi eliminado na segunda fase da competição, desta vez para a equipe do São José.
Em 2013, Amanda seguiu na equipe do Interior paulista, onde disputou o Campeonato Paulista novamente, sendo eliminada nas semifinais da competição pela Ferroviária. Também disputou o Campeonato Brasileiro daquele ano, mas o Francana foi eliminado ainda na primeira fase da competição. Embora não tenha conquistado títulos pelo Francana, Amanda ganhou bastante destaque durante a temporada 2013.
Em 2014. foi campeã do Sul-Americano Sub-20  realizado no Uruguai e convocada para o Mundial Sub-20 daquele mesmo ano, que aconteceu no Canadá. Essas foram as competições que Amanda disputou no ano, pois o seu clube, o Francana, não teve calendário oficial em todo aquele ano.
Em 2015 se transferiu para a Ferroviária de Araraquara, onde ganhou mais destaque no futebol nacional. Ganhou novamente o Sul-Americano Sub-20 com a seleção brasileira, realizado desta vez no Brasil. Ainda em 2015, foi campeã da Libertadores da América com a Ferroviária, vencendo a equipe feminina do Colo-Colo, em final disputada na Colômbia.
Em 2016, Amanda seguiu defendendo Ferroviária, onde ajudou a equipe a chegar até a semifinal do Campeonato Brasileiro daquele ano, sendo eliminada pelo Flamengo, que seria campeão daquela edição. Na disputa da Libertadores, a Ferroviária de Amanda foi eliminada ainda na primeira fase da competição.
Em 2017, Amanda jogou todos os jogos disputados pela Ferroviária no Brasileiro daquele ano, até ser eliminada nas quartas de final para o Corinthians. Na disputa do Campeonato Paulista, a Ferroviária não passou da segunda fase.
Em 2018, A equipe de Amanda voltou a ser eliminada na segunda fase do Campeonato Paulista. Amanda continuou atuando na meta da Ferroviária pelo Campeonato Brasileiro, até a eliminação nas semifinais para o Rio Preto. O Campeonato Brasileiro foi a última competição disputada por Amanda com a camisa da Ferroviária, pois saiu do clube no fim da temporada.
Em 2019, Amanda assinou contrato com o Atlético Mineiro, atuando com a equipe no Brasileiro Série A2, onde foi eliminada na primeira fase. Na disputa do Campeonato Mineiro, o Atlético de Amanda foi eliminado na semifinal pelo América Mineiro.
Em 2020, Amanda foi titular no Brasileiro Série A2, mas o Atlético foi novamente eliminado na primeira fase da competição. No Campeonato Mineiro, Amanda foi campeã com o Atlético Mineiro ao derrotar o Cruzeiro na disputa de pênaltis.
Em 2021, Amanda foi titular em toda Segunda Divisão do Brasileiro, chegou até a final da competição, mas perdeu nos pênaltis para o Red Bull Bragantino. No Campeonato Mineiro, o Atlético venceu novamente o Cruzeiro e Amanda garantiu o bicampeonato para o Galo. Ao fim da temporada, Amanda deixou o Atlético Mineiro, conquistando oCampeonato Mineiro em duas oportunidades.
Em 2022, Amanda deixou Minas Gerais e retornou para São Paulo, assinando contrato com o Palmeiras. na disputa da supercopa, a equipe de Amanda foi derrotada ainda na primeira fase pelo Corinthians. Foi titular no Campeonato Brasileiro, chegando até às semifinais com o Palmeiras, que foi eliminado pelo novamente pelo Corinthians. Após a eliminação no brasileiro, venceu a Libertadores contra o Boca Juniors, conquistando a competição pela segunda vez na carreira. Ao fim da Libertadores, venceu também o Campeonato Paulista com a equipe alviverde, ao derrotar a equipe do Santos na final.
Em 2023, chegou até a final da Libertadores novamente, mas perdeu o título para o rival Corinthians, sendo vice-campeã do torneio. No Campeonato Brasileiro 2023, sua equipe chegou até às quartas de finais, perdendo a vaga na semifinal para o São Paulo. No Campeonato Paulista, Amanda chegou com o Palmeiras até a semifinal, onde sua equipe foi goleada e foi eliminada pelo Corinthians.
Seleção Brasileira
- Sul-Americano Sub-20: 2014 e 2015

Ferroviária
- Libertadores: 2015

Atlético Mineiro
- Campeonato Mineiro: 2020 e 2021

Palmeiras
- Campeonato Paulista: 2022
- Libertadores: 2022